# グッゲンハイム家
グッゲンハイム家（Guggenheim family）は、スイス、アールガウ州に起源を持つユダヤ系アメリカ人の家系で、アメリカに移民したマイアー・グッゲンハイムとその子供たちである。一家は鉱山の経営と精錬で財を成し、後に飛行技術の進歩への支援や近代美術への支援などのフィランソロピー（慈善活動）を行った。第一次世界大戦後は世界各地に持っていた鉱山の利権を手放している。
- マイアー・グッゲンハイム　en:Meyer Guggenheim (1828-1905) 
  - アイザック・グッゲンハイム　Isaac Guggenheim (1854-1920)
  - ダニエル・グッゲンハイム　en:Daniel Guggenheim (1856-1930) 
    - マイアー・ロバート・グッゲンハイム　Meyer Robert Guggenheim (1885 – 1959)
    - ハリー・フランク・グッゲンハイム　Harry Frank Guggenheim (1890 - 1971)

  - マリー・グッゲンハイム　Murry Guggenheim (1858-1939)
  - ソロモン・R・グッゲンハイム（ソロモン・ロバート・グッゲンハイム）　en:Solomon R. Guggenheim (1861-1949)
  - ベンジャミン・グッゲンハイム　en:Benjamin Guggenheim (1865-1912)
  - ベニータ・グッゲンハイム　Benita Guggenheim
    - ペギー・グッゲンハイム　en:Peggy Guggenheim (1898-1979)
    - ヘイゼル・グッゲンハイム　Hazel Guggenheim

  - サイモン・グッゲンハイム　en:Simon Guggenheim (1867-1941)
  - ウィリアム・グッゲンハイム　William Guggenheim

その他
- チャールズ・グッケンハイム Charies Guggenheim
  - デイヴィス・グッゲンハイム en:Davis Guggenheim